# Casa Amarilla (Buenos Aires)

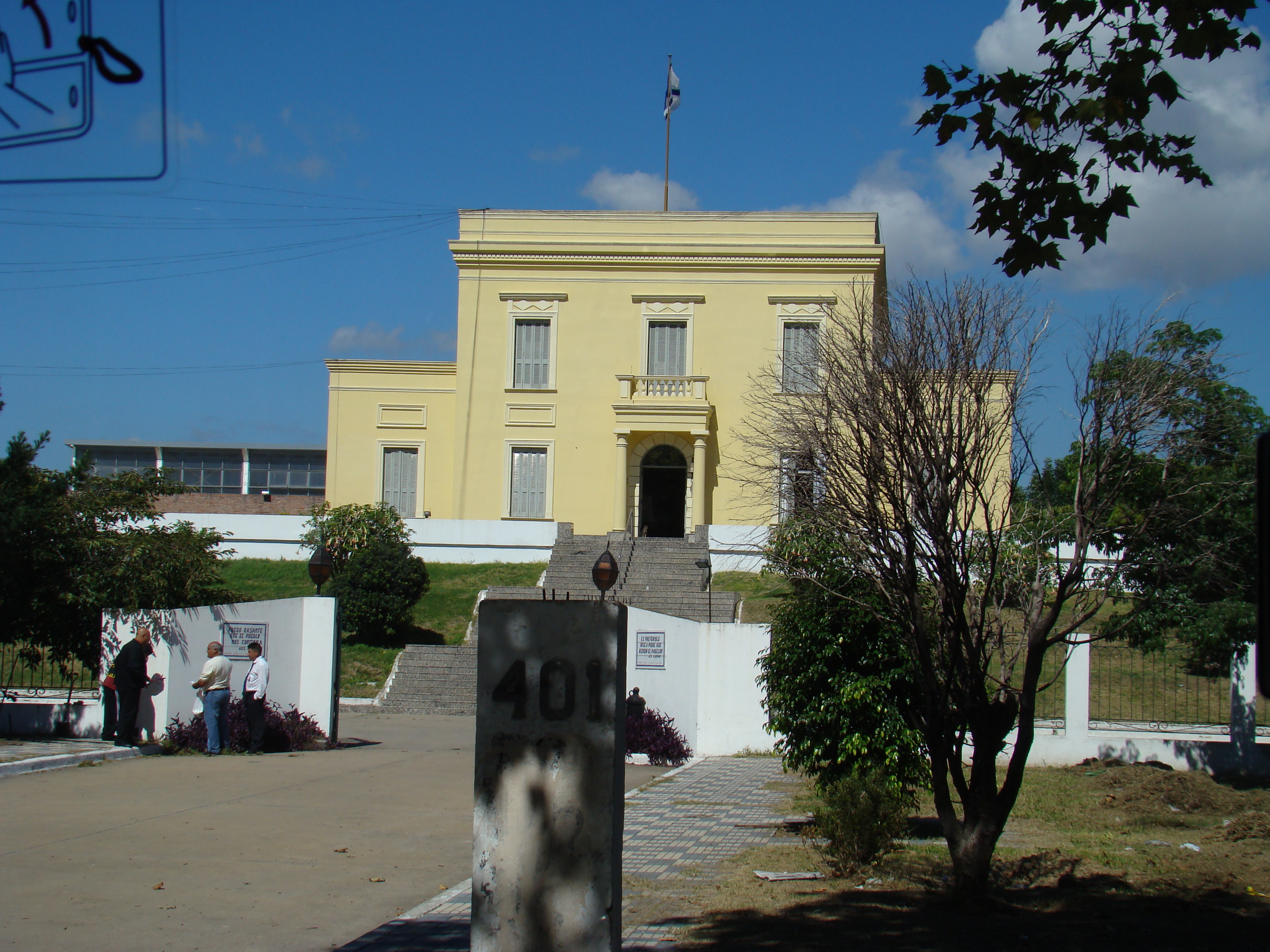
Réplica actual de la Casa Amarilla del Almirante Brown.

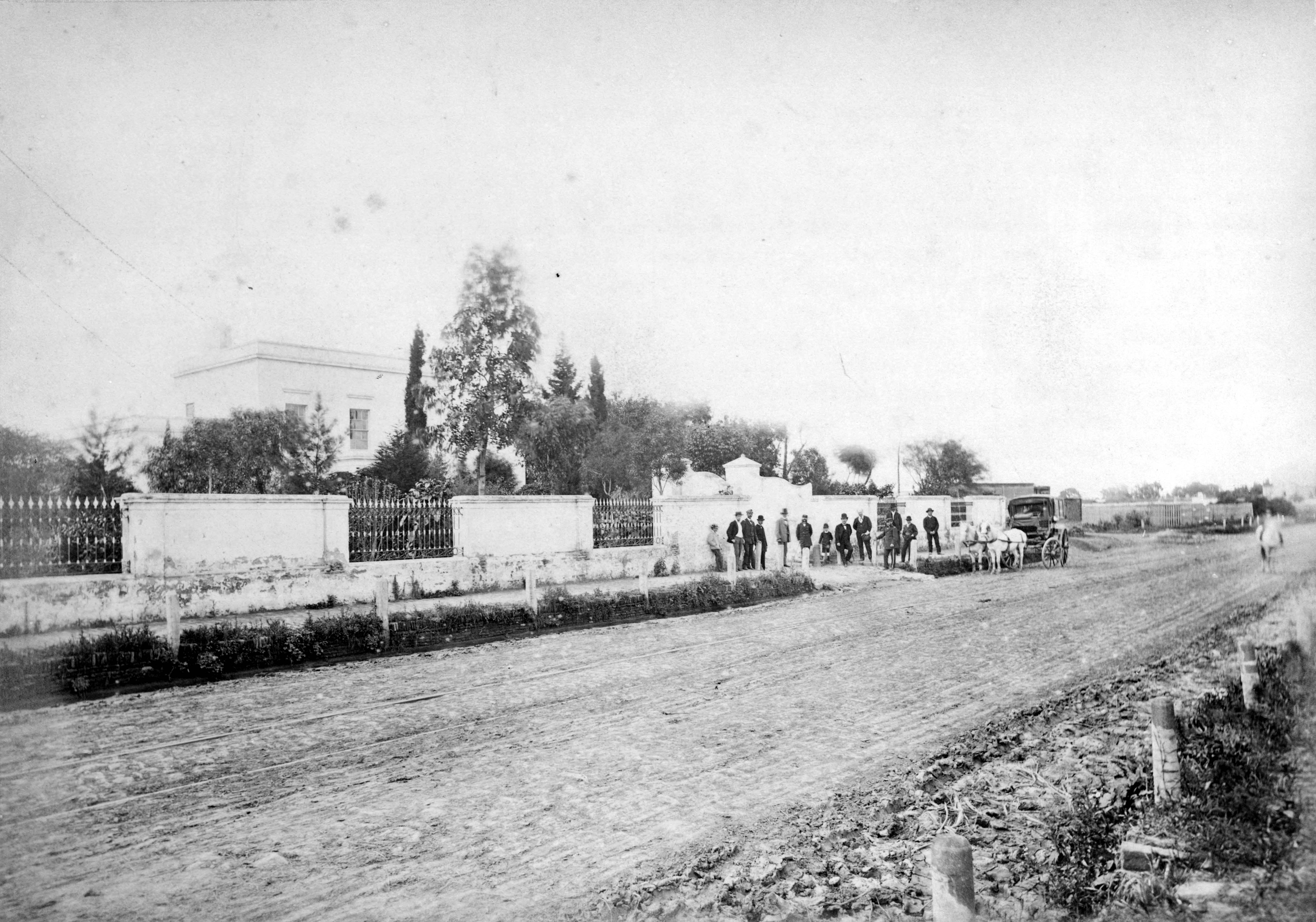
La auténtica Casa Amarilla daba a la actual Avenida Martín García. (Foto: AGN)

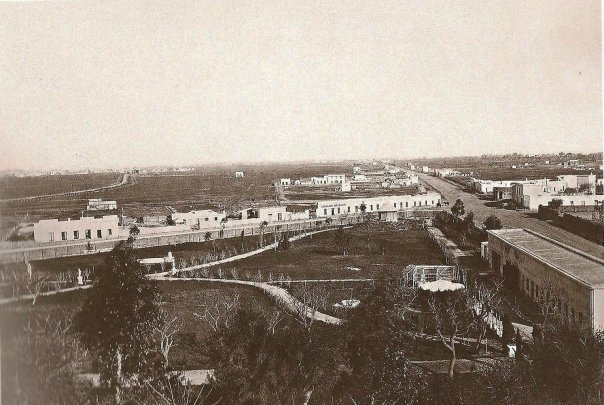
Vista desde Parque Lezama en 1867, la quinta del Almirante Brown era campo abierto.

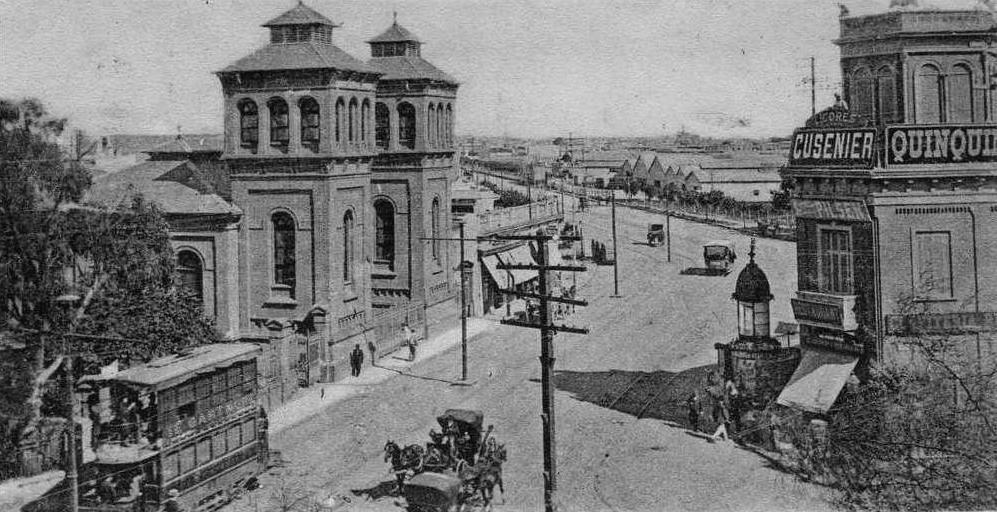
Vista desde Parque Lezama hacia 1900 de los antiguos galpones ferroviarios.

La Casa Amarilla es un antiguo terreno ubicado en el barrio de La Boca, ciudad de Buenos Aires (Argentina), que perteneció al Almirante Guillermo Brown, luego al Ferrocarril Buenos Aires al Puerto de la Ensenada y actualmente al Gobierno de la Ciudad de Buenos Aires, en donde se edificaron conjuntos de viviendas y una réplica de la casona de Brown que fue construida sobre la avenida homónima y por donde todavía circulan trenes de carga por una vía del predio.

## Historia
En 1812, el irlandés nacionalizado argentino Guillermo Brown compró un extenso terreno al sur de Buenos Aires y se instaló con su familia a partir de 1813 en una casona construida sobre la actual Avenida Martín García, entre las calles Ruy Díaz de Guzmán y Azara. La zona era campo abierto y comenzó a conocerse como “Casa Amarilla” por el color de la residencia de Brown, abarcaba 22 hectáreas aproximadamente, y estaba delimitada por las actuales calles Av. Martín García, Av. Almirante Brown, Wenceslao Villafañe e Irala. 
En 1857 la Legislatura de la Provincia de Buenos Aires aprobó la Ley N° 147 que autorizaba al Poder Ejecutivo a otorgar la concesión de un ferrocarril desde la Ciudad de Buenos Aires hasta la Ensenada de Barragán. El Ferrocarril Boca, Barracas y Ensenada era una compañía de capitales británicos que construyó y operó una red de ferrocarriles de trocha ancha (1,676 m ), que inicialmente se conoció como Ferrocarril de La Boca, y unía la Ciudad de Buenos Aires y Ensenada en la margen derecha del Río de la Plata.
El ferrocarril inauguró sus servicios el 1 de septiembre de 1865, con una extensión de 5 km. Partía de la estación Central que estaba junto a la Casa Rosada, y avanzaba sobre la actual Avenida Paseo Colón, tomando luego la curva que todavía existe para entrar al predio de Casa Amarilla y cruzar el Riachuelo. En 1910 se clausuró este tramo, y sus pasajeros viajaban hacia y desde la Ciudad de Buenos Aires por Plaza Constitución.
El predio ferroviario de Casa Amarilla continuó operando como playa de carga y descarga de transporte de mercaderías. En 1923 la petrolera Shell inauguró en Casa Amarilla un depósito de combustible que recibía vagones-tanque desde Dock Sud.
También funcionaron en ese predio una terminal de tranvías, y el Mercado de Papas y Cebollas de Casa Amarilla, que fue cerrado hacia fines de la década del setenta.
En 1981, Casa Amarilla pasó a ser un terreno de la Ciudad de Buenos Aires. En los noventa el intendente Carlos Grosso le cedió una parte de los terrenos al Club Boca Juniors y otra a Almagro Construcciones.

## Conjuntos de viviendas
Durante la gestión de Fernando De la Rúa y de Aníbal Ibarra, el resto de los terrenos se destinaron a viviendas sociales por ley. Según recuerda Ibarra, ya en esa época, Mauricio Macri como presidente de Boca le envió una carta para obtener los terrenos para el club.
En el año 1981 la Comisión Municipal de la Vivienda de la entonces Municipalidad de la Ciudad de Buenos Aires, compró al Estado Nacional las tierras denominadas “Casa Amarilla”. La fracción mayor totalizaba una superficie bruta de 12,09 hectáreas. 
Una réplica de la casa del Almirante Brown se construyó en terrenos aledaños al lugar originario y se inauguró el 22 de junio de 1983, en ocasión del 206° aniversario del nacimiento del héroe patrio.
En 1990 el Concejo Deliberante sancionó la Ordenanza Municipal Nº 44.520 que posibilitó la urbanización de los terrenos, la apertura de calles y estableció el porcentaje de la superficie donde podrían construirse viviendas. Por otra parte quedó determinado que la zonificación que correspondía era Residencial de Alta Densidad. El 18 de junio de 1992, bajo la Intendencia de Carlos Grosso, la Comisión Municipal de la Vivienda (CMV) cedió gratuitamente al Club Boca Juniors 4,41 hectáreas (44.131.06 m²), a cambio del relleno total del predio propiedad de la CMV.
Fue durante la primera gestión del Jefe de Gobierno Aníbal Ibarra, que el Instituto de la Vivienda de la Ciudad proyectó construir otras 1.200 viviendas más en edificios tipo monoblock en los terrenos de Casa Amarilla. Para ello convocó a la Licitación Pública N° 64/2004, 55/2004 y 72/2004, cuya apertura de sobres estaba prevista para el día 29 de diciembre de 2004.Durante la misma gestión la empresa Almagro Construcciones S.A. llevó adelante un emprendimiento en una parte de los terrenos de Casa Amarilla, en la Av. Alte Brown 201/299 (frente al Hospital Argerich) por el cual levantó un complejo de dos monoblocks de gran escala. La estructura monumental de 100 metros de largo, 14 pisos de altura y cerca de 700 departamentos. La obra estuvo paralizada por más de 10 años, hasta que finalmente a partir del año 2006 se retomó la obra y fue habilitada.
Con la asunción de Mauricio Macri como jefe de Gobierno de la Ciudad el 10 de diciembre de 2007, la Unidad Ejecutora dejó de funcionar y el proyecto de viviendas populares en la trama urbana del barrio fue dejado sin efecto. El predio de Casa Amarilla era propiedad del Instituto de la Vivienda de la Ciudad (IVC), que debía construir 1200 viviendas sociales. Sin embargo, a través del decreto 723 de 2010, el jefe de Gobierno Mauricio Macri les cambió el destino a “función pública”. Entonces, el IVC transfirió el predio gratuitamente a la Corporación Buenos Aires Sur, que hasta el momento no destinó las tierras para ninguna de las tres funciones
Durante el 2008, una nueva entidad denominada Asociación Civil Casa Amarilla, que nuclea a preadjudicatarios de las viviendas planificadas para Casa Amarilla, inició una serie de acciones legales, tendientes a que el Gobierno de la Ciudad de Buenos Aires retome los proyectos de edificar torres en Casa Amarilla. El Gobierno de la Ciudad, encabezado por  Mauricio Macri por aquel entonces ferviente opositor a la construcción de edificios en Casa Amarilla, apeló las medidas.
A fines de 2008 los terrenos pasaron a un fideicomiso en manos de la Corporación del Sur y del Club Atlético Boca Juniors, del cual el Jefe de Gobierno de la Ciudad de Buenos Aires en ese momento, Mauricio Macri, es expresidente. El club les envió a los funcionarios PRO un extenso proyecto titulado Plan de Desarrollo y Mejoramiento Urbano Boca Social, firmado por el presidente de Boca Daniel Angelici, donde propone privatizar los terrenos que fueron declarados en emergencia urbanística por la ley 2.240, donde 5 por ciento del total se haría al contado al momento de la compra. El pago completo se haría en 14 años.
Esto desató un escándalo ya que el Estado porteño tercerizó la adjudicación con la Asociación Civil Casa Amarilla 2005, que preside Diego Basualdo, un dirigente vinculado a la barrabrava de Boca Juniors, en la lista de adjudicatarios aparecieron personas vinculadas a la barrabrava de Boca Juniors, personas de una misma familia que recibían más de una vivienda, entre otras irregularidades. Sólo un 20 por ciento eran habitantes de La Boca. El gerente general del IVC y legislador del PRO Ivan Kerr, se negó a dar a conocer la lista de adjudicatarios. A estas irregularidades se suma que varios de los beneficiarios usaron el mismo domicilio, Irala 170. Entre los adjudicatarios se encontró gran cantidad de barrabravas del club Boca Juniors y familiares de funcionarios porteños. Rodolfo Corzo fue señalado como uno de los que hirió con un arma blanca a vecinos opuestos a la cesión de terrenos al Club Boca Juniors propiedad de Mauricio Macri, ambos agresores actualmente para el PRO, uno de ellos es empleado de la Comuna 5 y padre del también atacante fue inspector del Ministerio de Espacio Público. Varios vecinos recibieron cuchillazos y heridas de arma blanca por parte de hombres armados afiliados al PRO.